# 趙鐘勝

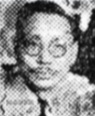
1950年ごろ

趙 鐘勝（チョ・ジョンスン、朝鮮語: 조종승、1903年5月3日 - 1970年9月16日）は、日本統治時代の朝鮮および大韓民国の公務員、政治家。魚上川面長、永春面長、制憲・第2代韓国国会議員などを歴任した。
本貫は漢陽趙氏。漢字表記は趙鍾勝とも。元国会議員・大統領秘書室長の趙鍾淏（のち趙鍾昊に改名）は弟。

## 経歴
忠清北道丹陽郡または堤川郡出身。堤川公立普通学校卒。農業を経て、魚上川面書記・面長、丹陽面書記、永春面長、国会議員2期、国会交通逓信委員会交通分科主査を務めた。
朝鮮戦争の際、北朝鮮に拉致された。1956年7月に在北平和統一協議会常務委員を務めたが、1958年12月に粛清されたと見られる。その後、北朝鮮側は1970年9月16日に死去したと発表した。